# Глобальный сбой в работе Windows (2024)
Глобальный сбой в работе Windows 19 июля 2024 года, связанный с дефектным обновлением программного обеспечения безопасности, выпущенным американской компанией по кибербезопасности CrowdStrike, привёл к отказу большого количества компьютеров и виртуальных машин под управлением Microsoft Windows. В результате пострадали компании и правительства по всему миру, а сам сбой был назван крупнейшим в истории информационных технологий и историческим по масштабам. По оценкам Microsoft, пострадали 8,5 миллионов компьютеров, что имело «широкие экономические и социальные последствия», поскольку многие компьютеры были корпоративными, используемыми в критически важных службах.
Среди отраслей, пострадавших в результате сбоя, оказались авиакомпании, аэропорты, банки, отели, больницы, производство, фондовые рынки и вещание; также пострадали государственные службы, такие как номера экстренных служб и веб-сайты. Ошибка была обнаружена, и в тот же день был подготовлен патч, но он требовал ручного обращения к затронутым системам. Это привело к медленным темпам восстановления и длительным перебоям в работе многих служб. Мировой финансовый ущерб оценивается по меньшей мере в 10 миллиардов долларов США.

## Происшествие
CrowdStrike выпускает набор программных продуктов для обеспечения безопасности для предприятий, предназначенных для защиты компьютеров от кибератак. Продукт Falcon Sensor устанавливает сетевой датчик на уровне операционной системы на отдельных компьютерах для обнаружения и предотвращения угроз. Компания CrowdStrike регулярно распространяет исправления среди своих клиентов, чтобы их компьютеры могли противостоять новым угрозам.
19 июля в 04:09 UTC компания CrowdStrike распространила обновление драйвера для своего программного обеспечения Falcon для ПК и серверов, работающих под Windows. Обновление файла конфигурации, который отвечал за проверку именованных каналов, файла канала 291, вызвало логическую ошибку в сенсорном клиенте Windows, в результате чего на компьютерах, где оно было установлено, появился синий экран смерти с кодом остановки PAGE_FAULT_IN_NONPAGED_AREA, что указывает на ошибку, вызванную ошибкой страницы. В результате компьютеры застряли в цикле загрузки или в режиме восстановления. Эта проблема усугублялась на устройствах, использующих шифрование диска BitLocker, поскольку для устранения проблемы мог потребоваться ключ восстановления, и это также могло повлиять на серверы, хранящие ключи восстановления.
Почти сразу же виртуальные машины Windows на облачной платформе Microsoft Azure начали перезагружаться и выходить из строя. В 06:48 UTC Google Compute Engine также сообщил о проблеме. Проблема затронула только определённые компьютеры и серверы Windows с программным обеспечением CrowdStrike Falcon. Проблема в первую очередь затронула системы под управлением Windows 10 и Windows 11, но также были затронуты системы под управлением Windows 7 и выше. Компьютеры под управлением macOS и Linux не пострадали, как и большинство персональных компьютеров под управлением Windows.
CrowdStrike отменил обновление контента в 05:27 UTC, и те, кто загружал обновления после этого, не пострадали.
В 07:15 UTC Google сообщил, что ошибка произошла из-за обновления CrowdStrike. Через несколько часов генеральный директор CrowdStrike Джордж Курц подтвердил, что проблема была вызвана ошибочным обновлением драйвера CrowdStrike. В 09:45 UTC Курц подтвердил, что было внедрено исправление.
За день до выхода дефектного обновления на платформе Azure произошёл сбой, который заблокировал доступ некоторых компаний к их хранилищам и приложениям Microsoft 365 в центральном регионе Azure в Соединённых Штатах. Microsoft заявила, что инцидент 18 июля не был связан с проблемой CrowdStrike, но эти две проблемы усугубили ситуацию для этих клиентов.

## Последствия
Перебои в работе были отмечены по всему миру, что отражает широкое использование Microsoft Windows и программного обеспечения CrowdStrike глобальными корпорациями во многих секторах. По данным CrowdStrike, на момент инцидента у неё было более 24 000 клиентов, включая почти 60 % компаний из списка Fortune 500 и более половины компаний из списка Fortune 1000. По оценкам Microsoft, обновление затронуло 8,5 миллионов устройств.
Сразу же были получены сообщения о массовых отключениях электроэнергии во многих странах, и из-за разницы часовых поясов население в целом испытало серьёзные глобальные потрясения, охватившие весь мир с Востока на Запад. В 04:09 UTC 19 июля, когда было выпущено ошибочное обновление, была середина рабочего дня в Азии и Океании, раннее утро в Европе и полночь на большей части американского континента.
Некоторые страны пострадали незначительно. Китай, который стремится к самообеспеченности в сфере информационных технологий, не заметил существенного эффекта в сфере ключевых услуг, таких как авиалинии и банки, хотя это коснулось иностранного бизнеса и роскошных отелей в стране. Россия и Иран, которым международные санкции запрещают пользоваться услугами американских высокотехнологичных компаний, сообщили об отсутствии сбоев в работе.

### Авиация
По всему миру было отменено 5078 авиарейсов, что составляет 4,6 % от запланированных.
В Северной Америке наземная остановка была оформлена авиакомпаниями United, Delta и American Airlines. Полёты в воздухе продолжались, но новых рейсов не было. По данным Федерального управления гражданской авиации, работа авиакомпании Allegiant Air также была приостановлена из-за перебоев в работе. Около 1500 рейсов были отменены в США из-за сбоя в работе Windows .
Delta Air Lines, безусловно, пострадала сильнее всех из крупнейших авиакомпаний США — только 19 июля было отменено более 1200 рейсов. Тысячи застрявших путешественников были вынуждены провести ночь, спя на полу в терминалах крупнейшего хаба Delta — международного аэропорта Атланты Хартсфилд-Джексон (который также является крупнейшим узловым аэропортом в мире). Меньшее количество отмен в «United» также оказало значительное влияние. Отели округа Сан-Матео вокруг международного аэропорта Сан-Франциско 19 июля быстро заполнялись путешественниками, и гости сообщали о трудностях с регистрацией в местном отеле Marriott, поскольку Marriott International также восстанавливался после сбоя.
В Канаде пострадали международный аэропорт Монреаль-Трюдо и международный аэропорт Торонто-Пирсон, а авиакомпания Porter Airlines отменила все рейсы. Сообщается, что в Канаде также пострадал международный аэропорт Ванкувера, хотя неясно, было ли это напрямую связано с глобальными перебоями в работе.
В Европе проблемы возникли в аэропорту Праги в Чехии, аэропорту Будапешта в Венгрии, аэропорту Братиславы в Словакии и аэропорту Схипхол в Нидерландах. Самолётам было запрещено приземляться в аэропорту Цюриха. Недалеко от Брюсселя сотрудники аэропорта Шарлеруа вручную регистрировали пассажиров, но другое программное обеспечение устранило неполадки к 10:00 (UTC+2), и задержки были минимальными. Эна из ENAIRE, диспетчер управления дорожным движением национального аэропорта Испании, сослался на перебои в работе ИТ-служб на своём веб-сайте и в социальных сетях. Все испанские аэропорты сообщили о сбоях в работе. Аэропорты Шарль-де-Голль и Орли также столкнулись с проблемами, связанными с регистрацией и приостановкой рейсов. В аэропорту Познань-Лавица и Варшавском аэропорту имени Фредерика Шопена произошли сбои в работе систем регистрации пассажиров, в связи с чем пассажирам было рекомендовано проверять статус рейсов онлайн. Была активирована аварийная система, но процессы регистрации проходили медленнее. Аэропорт Берлин — Бранденбург объявил, что примерно с 07:00 (UTC+2) на операционные процессы повлияли «ИТ-проблемы у внешнего провайдера» и что они планируют приостановить полёты до 8 часов по Гринвичу. Несмотря на то, что обслуживание пассажиров продолжалось с некоторыми ограничениями, произошли задержки, и авиакомпании были вынуждены отменить некоторые рейсы. Нескольким авиакомпаниям (Eurowings, Ryanair, Vueling и Turkish Airlines) в аэропорту Гамбурга пришлось оформлять билеты вручную. Управление воздушным движением в Хорватии и Швеции также было нарушено.
Авиакомпания Swiss International Air Lines отменила 30 % рейсов. У авиакомпании Lufthansa в Германии возникли проблемы с функциями «профиль и поиск бронирования» на их веб-сайте. Услуги Ryanair по бронированию и регистрации на рейс были недоступны, и авиакомпания была «вынуждена отменить небольшое количество рейсов», посоветовав пассажирам прибывать в аэропорты как минимум за три часа до вылета. Авиакомпания Wizz Air сослалась на отключение своих онлайн-сервисов как на причину сбоев в работе. Голландская авиакомпания KLM приостановила большинство рейсов, объявив о невозможности обслуживания рейсов из-за проблемы. Finnair сообщила, что у них возникли проблемы с отправкой электронных писем и SMS-сообщений клиентам, с тем же столкнулась и Transavia. В Греции граждане и туристы столкнулись со значительными задержками в крупных аэропортах, особенно в международном аэропорту Афин и международном аэропорту Ираклиона. Это нарушение, произошедшее в разгар туристического сезона, привело к хаосу, поскольку пассажиры были вынуждены часами ждать своих рейсов. Среди сопутствующих факторов — острая нехватка персонала и новые графики полётов. В Ираклионе аэропорт столкнулся с дополнительными проблемами: восемь рейсов были признаны проблемными. Начальник аэропорта Йоргос Плякас сообщил, что рейсы были организованы вручную, чтобы справиться с перебоями, но приток прибывающих рейсов ещё больше усложнил работу системы.
В нескольких аэропортах Великобритании возникли проблемы, в том числе в аэропорту Эдинбурга, где замерли табло вылета, и в аэропорту Гатвик, где автоматическое сканирование штрих-кодов перестало работать и их пришлось проверять вручную. Компания Amadeus, которая управляет британским багажом в аэропорту Хитроу, заявила, что на них повлиял сбой в работе ИТ. Сбои в рейсах, особенно в Великобританию и из неё, ожидались, но в конечном итоге были минимальными на острове Мэн.
Международный аэропорт Гонконга столкнулся с задержками при регистрации, в первую очередь из-за пассажиров местного бюджетного перевозчика Hong Kong Express, сотрудники которого использовали рукописные таблички, чтобы направлять пассажиров к разным стойкам регистрации. Администрация аэропорта Гонконга задействовала систему экстренного реагирования после сбоя в работе веб-сайтов авиакомпаний и автоматической регистрации на рейс. Системы бронирования местных авиакомпаний Cathay Pacific, Hong Kong Express и Hong Kong Airlines были недоступны. Некоторые рейсы гонконгского экспресса 20 июля пришлось отменить. Авиакомпании Jeju Air и Spring Japan столкнулись с проблемами. Авиакомпания Jetstar Japan была вынуждена отменить многие рейсы (в основном внутренние). Некоторые киоски самостоятельной регистрации в сингапурском аэропорту Чанги были в нерабочем состоянии, что привело к задержке и вынуждению авиакомпаний перейти на ручную регистрацию, а Singapore Airlines и Scoot сообщили о различных трудностях с обслуживанием в течение дня 19 июля. Рейсы авиакомпании AirAsia в «Себу Пасифик и Филиппины» были задержаны. В международном аэропорту имени Ниноя Акино образовались длинные очереди. В Индонезии сообщалось о сбоях в работе систем регистрации AirAsia и Citilink.
В Тунисе наблюдались временные перебои в работе аэропортов. Turkish Airlines отменила некоторые из своих рейсов из-за сбоя в работе.
В Индии наблюдались перебои в работе авиакомпаний Air India, Indigo Airlines, Akasa Air, SpiceJet и Vistara. Во время простоя выдавались рукописные посадочные талоны. Министерство гражданской авиации попросило и приказало авиакомпаниям, а также аэропортам проявить сострадание при предоставлении питания и мест в случае необходимости. По состоянию на 18:14 по восточному времени (12:44 UTC) более 200 индийских рейсов были отменены, при этом только у Indigo было отменено 192 рейса. С последствиями столкнулись только те авиакомпании, которые во многом полагались на Microsoft Azure во всех своих сервисах, от хостинга веб-сайтов и систем бронирования до систем управления доходами и контроля вылета.
Пострадали австралийские авиакомпании Qantas, Virgin Australia и Jetstar. Представитель аэропорта Сиднея заявил, что сбой повлиял на работу некоторых авиакомпаний и что «в течение вечера могут быть некоторые задержки». Аэропорт Мельбурна также пострадал, в заявлениях на веб-сайте подчеркивалась «глобальная технологическая проблема», влияющая на процедуры регистрации, и пассажирам рекомендовалось проконсультироваться со сотрудниками своих авиакомпаний. Также пострадали аэропорты Канберры, Дарвина, Аделаиды, Перта, Хобарта, Лонсестона и Брисбена. В Новой Зеландии в аэропорту Крайстчерча также возникли проблемы.

### Финансы
Среди банков, которые пострадали, были Chase, Bank of America, Wells Fargo, U.S. Bank, Capital One & Charles Schwab в США, Royal Bank of Canada и TD Bank в Канаде, Capitec Bank и другие южноафриканские банки, несколько израильских банков и банки на Филиппинах, такие как RCBC, Metrobank, LandBank, BDO, UnionBank, BPI и PNB. Сообщалось, что на Филиппинах также возникли проблемы с электронными кошельками, такими как Maya и GCash. Веб-сайт и мобильное банковское приложение DenizBank в Турции были недоступны. Это затронуло Visa. Многочисленные сингапурские компании, включая Сингапурскую биржу (SGX) и DBS Bank, в течение 19 июля сообщалось о различных трудностях с обслуживанием.
В Индии Резервный банк Индии сообщил, что сбой затронул только 10 банков и Национальных финансовых центров, поскольку лишь немногие банки используют инструменты CrowdStrike, а критически важные системы многих банков не работают в облаке. NSE, BSE и крупнейший индийский банк State Bank of India заявили, что они не пострадали.
В Бразилии Bradesco Bank подтвердил, что у него возникли проблемы. Утром клиенты смогли войти в систему, но в 12:00 по Гринвичу банк отключил кнопку входа.
У новозеландских банков ASB и Kiwibank, австралийского банка Westpac и принадлежащего Австралии и Новой Зеландии банка ANZ возникли проблемы.
Акции Microsoft и CrowdStrike упали в результате сбоя. Акции CrowdStrike упали почти на 12 % на премаркете рано утром в пятницу.
Лондонская фондовая биржа, хотя и работала в обычном режиме, не смогла размещать новости на своём веб-сайте. Английская игорная компания Ladbrokes Coral и английская сеть супермаркетов Morrisons также сообщили о проблемах. Возникли проблемы с работами приложений австралийских банков NAB, Westpac, ANZ, Commonwealth Bank, Bendigo Bank и Suncorp. Польские банки, в том числе Santander Bank Polska, ING Bank Śląski и mBank, столкнулись с проблемами, связанными с отключением электроэнергии. Были затронуты телефон доверия, видео- и чат-сервисы Santander BP. PKO Bank Polski пояснил, что его услуги iPKO и IKO были стабильными, но другие банки столкнулись с трудностями. В Финляндии OP Financial Group сообщила о незначительных сбоях на счетах инвестиционных партнёров и фондовых сберегательных счетах. Sense Bank на Украине столкнулся с перебоями в работе из-за обновления.
Пострадали парагвайские банки Ueno и Banco Continental; их клиенты не смогли войти в систему.

### Государственные службы
В США были перебои в работе службы 911 или в работе колл-центров 911 в некоторых частях Аляски, Аризоны, Флориды, Айовы, Индианы, Канзаса, Мичигана, Миннесоты, Нью-Йорка, Огайо, Орегона, Пенсильвании, и Вирджинии. Во всем Нью-Гэмпшире не работала 911. Кроме того, на Аляске возникали проблемы с центрами обработки вызовов, не относящимися к экстренным ситуациям.
Пострадали Министерство внутренней безопасности, НАСА, Федеральная торговая комиссия, Национальное управление ядерной безопасности, Министерство юстиции и Министерство образования, а Министерство финансов и Государственный департамент сообщили о незначительных сбоях. В работе Министерства по делам ветеранов и Министерства энергетики произошли сбои, но в настоящее время неизвестно, связаны ли они с инцидентом. Пострадали агентства DMV в штатах Джорджия, Северная Каролина, Теннесси и округ Колумбия.
Компьютерные системы CM/ECF и PACER, используемые федеральными судами США, не пострадали. Однако суды нескольких штатов сообщили о проблемах со своими компьютерными системами, включая суды на Аляске, в Калифорнии, Делавэре, Айдахо, Канзасе, Мэриленде, Массачусетсе, Мичигане, Неваде, Нью-Йорке и Пенсильвании.
Правительственные веб-сайты на Филиппинах, такие как веб-сайт Палаты представителей Филиппин, были недоступны из-за отключения электроэнергии.
В Канаде это повлияло на работу служб в Торонто, а выплаты пособий на ребёнка в Канаде были отложены. У парламента Новой Зеландии возникли проблемы. Совет Саншайн-Кост был одним из нескольких советов, пострадавших в Австралии. Представитель Управления национальной безопасности подтвердил, что пострадали несколько учреждений в Словакии.
Пожарная служба в Копенгагене, Дания, не смогла получать автоматические оповещения о пожаре из зданий.

### Наземный транспорт и метрополитен
Сообщалось о перебоях в движении транспорта на американо-канадской границе, включая длительные задержки на мосту Амбассадор и в туннеле Детройт-Виндзор между Онтарио и Мичиганом. Агентство пограничных служб Канады обвинило в этом частичный сбой в работе своей телефонной системы оповещения, который позже был устранён. Были длительные задержки, и полиция посоветовала автомобилистам избегать этого района. Рано утром в Америке транспортное управление Вашингтонского метрополитена столкнулось с незначительными задержками в обслуживании; их веб-сайт/система отслеживания в режиме реального времени были недоступны примерно до 9:30 утра 19 июля. Транспортное управление залива Массачусетс в Бостоне, а также Metropolitan Transportation Authority в Нью-Йорке потеряли систему отслеживания транспортных средств и уведомления о прибытии пассажиров. Большинство североамериканских операторов грузовых и пассажирских поездов практически не пострадали, если не считать некоторых технических проблем в Union Pacific и Canadian Pacific Kansas City; Amtrak в основном не пострадал, если не считать проблем с обработкой кредитных карт в течение утра.
Железнодорожный оператор Малайзии, Keretapi Tanah Melayu, подтвердил, что в его системе продажи билетов KITS возникли технические проблемы. Компания Transport for Ireland сообщила, что её приложения не работают из-за сбоя в работе Windows. Ирландское управление по безопасности дорожного движения заявило, что в работе центров Национального тестирования автомобилей наблюдаются «значительные сбои». В Сингапуре были повреждены въездные и выездные ворота на более чем 185 автостоянках, находящихся в ведении Совета по жилищному строительству и развитию.
Заправочные станции также пострадали в Австралии, люди застряли у заправочных станций и не могли оплатить бензин из-за сбоев в работе платёжных систем. Проблемы возникли с картой HOP компании Auckland Transport в Новой Зеландии. Пострадал австралийский оператор грузовых поездов Aurizon. Региональные поезда в Новом Южном Уэльсе, Австралия, на линиях Хантер и Саутерн-Хайлендс были отменены или задержаны, а региональная автобусная и железнодорожная сеть в Виктории, обслуживаемая V/Line, приостановила работу всех линий.
Железнодорожные компании Великобритании также пострадали. Водители такси в Лондоне не могли принимать кредитные или дебетовые карты и поэтому требовали наличные. В Швеции и Бельгии билеты на общественный транспорт не продавались, и у Keolis Nederland возникли проблемы.

### Здравоохранение
Многие больницы по всей Северной Америке приостановили несрочные операции и визиты. Оставаясь открытыми, больницы имели ограниченный доступ к записям о пациентах, если таковой вообще существовал. В США Мемориальный онкологический центр имени Слоуна — Кеттеринга отложил все процедуры, требующие анестезии, Mass General Brigham отменила все процедуры и визиты к врачу, за исключением самых неотложных, и медицинский центр детской больницы Цинциннати также пострадали. Университетская сеть здравоохранения в Канаде столкнулась с техническими проблемами, в заявлении говорится, что клиническая деятельность больниц будет продолжена, но предупреждается, что прием пациентов может быть отложен. Ряд других канадских больниц столкнулись с трудностями, а Службы здравоохранения Ньюфаундленда и Лабрадора задействовали планы действий в чрезвычайных ситуациях, поскольку были затронуты системы учета пациентов.
Национальная служба здравоохранения Великобритании заявила, что эти проблемы «вызывают сбои в работе большинства [английских] врачебных практик», поскольку некоторые из ее служб, такие как хирургические кабинеты врачей общей практики, которые полагаются на программный продукт EMIS Web, не могут просматривать медицинские записи и управлять ими. и выписывать рецепты, или назначать встречи. Мэнское радио сообщило, что на острове Мэн были затронуты операции врачей общей практики. Лондонская служба скорой помощи пережила небывалый всплеск звонков на в 999 и 111 после отключения, отвечая на 4500 экстренных вызовов до 17:00 (по британскому летнему времени).
Сбой затронул две трети отделений общей практики в Северной Ирландии. В больницах также затронуты вопросы лучевой терапии, записи в операционные и списки персонала.
Управление общественного здравоохранения Бельгии подтвердило, что пострадали две больницы, и активировало свои планы в области информационных технологий в чрезвычайных ситуациях. Они также заявили, что это не повлияет на оказание медицинской помощи, а только на поступление новых пациентов. Национальный кризисный центр оценивал последствия в Бельгии и заявил, что у них нет сообщений о серьезных проблемах в секторах безопасности и их критически важной инфраструктуре (например, на электростанциях или в транспортном секторе). Они также были проинформированы о проблеме, затронувшей две больницы в Бельгии. Две больницы в Любеке и Киле, Германия, отменили операции, не связанные с неотложной помощью. Испанские региональные власти Арагона, Страны Басков, Кастилии-Ла-Манчи, Каталонии и Галисии сообщили о проблемах с медицинским обслуживанием. В больнице Фернандо Фонсека в Португалии также были проблемы. Catholic Health столкнулась с перебоями, которые привели к задержкам в обслуживании.
В Нидерландах пострадали две больницы: «Схэпер Зикенхёйс» в Эмене и «Слингеленд Зикенхёйс» в Ахтерхуке. Также пострадали многочисленные пункты неотложной помощи, в том числе в Эмене, Хогевене и Стадсканале.
Пострадали системы в больницах Уэсли и Сент-Эндрюс в Брисбене, Австралия.
Пострадала Центральная информационная система здравоохранения Хорватии, хотя было уточнено, что это произошло из-за параллельной проблемы, связанной с переносом их серверов в новое местоположение.
В Израиле пострадали «Маген Давид Адом» и его горячая линия службы экстренной помощи. Больницы, в том числе медицинский центр «Шиба», больница «Рамбам» и больница «Ланиадо», испытывали проблемы, что привело к увеличению времени ожидания и задержкам операций.
Фармацевтическая компания Krka в Словении столкнулась с полной остановкой производства и отправила своих сотрудников домой

### СМИ и телекоммуникации
Многие американские телеканалы не смогли вести вещание из-за глобального отключения электроэнергии. Телеканал KSHB-TV, один из пострадавших телеканалов, был вынужден прибегнуть к трансляции национальных новостей через Scripps News. ESPN не смог транслировать утренние выпуски SportsCenter в то утро, когда в Америке произошёл сбой, вместо этого транслировался выпуск Unsportsmanlike ESPN Radio, транслировавшийся одновременно с ESPN2. ESPN и ESPN2 позже показали одновременный выпуск Get Up! и First Take вместо SportsCenter, хотя и без эфирной графики и видеозаписи. Также пострадали различные каналы Paramount, включая Nicktoons (канал на Западном побережье переключился на старую экстренную трансляцию), TeenNick, BET Her и большинство каналов на сервисе Pluto TV. Трансляция MeTV Toons была прервана на пять с половиной часов. В пятницу во время Гран-при Венгрии у команды Mercedes AMG PETRONAS F1 также возникли проблемы, и представитель Mercedes подтвердил, что команде пришлось вручную устранять проблему на каждом компьютере, который она использовала. Эта проблема также затронула их заказчиков двигателей — McLaren, Aston Martin и Williams.
Когда в результате инцидента некоторые компании отпустили своих сотрудников домой пораньше, тема «Спасибо Microsoft за ранний отпуск» на мгновение стала самой популярной на Weibo. Universal Studios Japan объявила, что в выходные дни не будет продавать билеты в кассах из-за перебоев в работе; однако билеты по-прежнему будут продаваться онлайн или через специальные сайты по продаже билетов.
Vodafone столкнулся с перебоями в работе. Проблема затронула офисные ноутбуки бельгийской компании DPG Media — что негативно сказывается на радиостанциях JOE и QMusic, банках, почтовых службах и правительственных учреждениях. Также пострадала телефонная связь с городскими службами Антверпена. Бельгийский центр кибербезопасности заявил, что влияние сбоя на Бельгию было ограниченным. Sky News не смог вести прямую трансляцию в Великобритании, как и CBBC, бесплатный детский телеканал Би-би-си. Ирландская национальная телекомпания RTÉ заявила, что её отдел новостей пострадал от «периодических отключений Интернета», которые оказали минимальное влияние на вещание. Канадская телерадиовещательная корпорация также пострадала.
Несколько французских телеканалов, затронутых этими проблемами, включают сети TF1, TFX, LCI и Canal+ Group. Оператор телефонной связи и интернета Bouygues Telecom также объявил о невозможности обслуживания своих клиентов в результате сбоя. Это также повлияло на проведение летних Олимпийских игр 2024 года, которые должны начаться 26 июля в Париже. Сбой произошёл на следующий день после открытия Олимпийской деревни, когда организаторы обрабатывали прибытие спортсменов и делегатов. Оргкомитет сообщил, что был задействован план действий на случай непредвиденных обстоятельств и что это повлияло только на выдачу формы и аккредитации. Инцидент замедлил работу, поскольку стойка аккредитации в пресс-центре была закрыта, а проверки безопасности проводились вручную с использованием списка имён.
На Филиппинах пострадали ИТ-работники, телекоммуникации, радио- и телевещание. Многочисленные сингапурские компании, включая SPH Media, Singtel и M1, сообщали о различных уровнях проблем с обслуживанием в течение дня 19 июля.
Австралийские медиа-компании, пострадавшие от этих проблем, включают ABC, SBS, Seven Network и Nine Network. Продажа билетов на стадионе «Доклендз» на матч Австралийской футбольной лиги между «Эссендон Бомберз» и «Аделаида Кроус», который должен был состояться в пятницу вечером, была приостановлена.
Это повлияло на работу почты Израиля, а «Новая почта» столкнулась с перебоями в работе. В США пострадали United Parcel Service и FedEx.
Сбой в работе Windows также повлиял на работу сервиса iRacing в Америке. Различные корейские онлайн-игры, такие как Black Desert Online, Ragnarök Online и Ragnarok Origin, были недоступны.
Пострадали Amazon Web Services, eBay, Google Cloud, Instagram и множество других сайтов.

### Розничная торговля
Немецкая сеть супермаркетов Tegut закрыла несколько своих магазинов. Покупатели также столкнулись с проблемами с оплатой в супермаркетах Foodstuffs и Woolworths в Новой Зеландии. Британская сеть продуктовых магазинов Waitrose могла принимать от покупателей только наличные. Австралийские ритейлеры и сети быстрого питания также пострадали от сбоя: системы самообслуживания и онлайн-заказов вышли из строя. Пострадали такие супермаркеты, как Woolworths и Coles.
McDonald’s в Японии временно закрыл треть своих отделений из-за проблем с кассовыми аппаратами. Мобильное приложение международной сети Starbucks было ограничено базовым просмотром счетов, сделанных до обновления, а заказы были ограничены только покупками в магазине, а программное обеспечение кассового аппарата вышло из строя.
В США системные неполадки, вызванные инцидентом, вынудили ритейлера спортивных товаров Dick’s Sporting Goods закрыть некоторые из своих магазинов и вызвали временные перебои в работе его веб-сайта.
Сеть круглосуточных магазинов 7-Eleven столкнулась с проблемами в своих фирменных магазинах Speedway, всё ещё работающих на устаревшем программном обеспечении Speedway, использующем BlueCube и Radiant Site Manager, которые были созданы ещё в те времена, когда Speedway принадлежал Marathon Petroleum Corporation, и некоторые магазины не могли принимать кредитные или дебетовые транзакции, в то время как другие были полностью закрыты. 7-Eleven, компания, которая находилась в процессе перевода локаций спидвея на свое собственное программное обеспечение RIS, не столкнулась с проблемами в локациях спидвея, которые уже перешли на RIS, также не возникало проблем в стандартных магазинах 7-Eleven или Stripes, где продавались товары первой необходимости.
В Норвегии аптечная сеть Apotek1 и страховая компания Tryg были вынуждены приостановить работу; также пострадали Vitusapotek и Boots. Помимо этих сбоев, Норвегия испытала минимальное воздействие из-за ограниченной доли CrowdStrike на рынке страны.
Amazon столкнулась с перебоями в работе склада и внутреннего программного обеспечения. Приложение, используемое на складах Amazon для управления расписаниями и запросами на отгулы под названием «От А до Я», было отключено из-за сбоя, а внутренняя услуга «Оплата в любое время» стала недоступна для сотрудников. На некоторых участках работа была ненадолго приостановлена, в то время как транспортные операции Amazon были прерваны, и водители сообщили, что платформа, которую они используют под названием «Relay», столкнулась с проблемами, из-за чего они на короткое время не смогли забрать грузы на складах.

## Реакция
Компания Turkish Airlines предупредила о глобальном сбое, из-за которого возникли серьёзные проблемы с бронированием билетов и регистрацией.
В результате сбоя упали в цене акции Microsoft и CrowdStrike.
В российской корпорации «Ростех» заявили, что сбой, затронувший весь мир, ещё раз доказал правильность тотального импортозамещения ПО в России, отметив, что 100 % российских авиакомпаний с 2023 года «перешли на российское ПО, не зависят от иностранного софта и сегодня продолжали летать без проблем».